# Gouaix
Gouaix település Franciaországban, Seine-et-Marne megyében. Lakosainak száma 1320 fő (2022. január 1.). Gouaix Noyen-sur-Seine, Soisy-Bouy, Chalmaison, Everly, Grisy-sur-Seine, Hermé és Jaulnes községekkel határos.

## Népesség
A település népességének változása:
| Lakosok száma | 1453 | 1466 | 1560 | 1479 | 1440 | 1400 | 1361 | 1335 | 1320 |
|               | 2013 | 2015 | 2016 | 2017 | 2018 | 2019 | 2020 | 2021 | 2022 |